# سينارة أليفة الخشب
سينارة أليفة الخشب (الاسم العلمي: Cinara xylophila) هي نوع من الحشرات يتبع جنس السينارة من الفصيلة المنية.